# Nelo Vingada
Eduardo Manuel Martinho Braganza de Vingada más conocido como Nelo Vingada, (nacido el 30 de marzo de 1953) es un entrenador de fútbol portugués. En 2017 dirige a la Selección de fútbol de Malasia.

## Carrera deportiva
Vingada comenzó su carrera como asistente de Carlos Queiroz en la selección sub-20 de Portugal U-20, donde consiguió unos de sus éxitos más importantes.
Posee una gran experiencia internacional tras entrenar en países como Egipto, Marruecos, Irán, China, incluidas las selecciones de Jordania y Arabia Saudita, con la que ganaría la AFC Asian Cup en 1996. Años más tarde, ganaría con el FC Seoul, la K League y la Copa de Corea 2010.
En junio de 2016, el entrenador se desvinculó del Marítimo de Funchal y firmó por el NorthEast United de la India.

## Trayectoria como entrenador
- C. F. Os Belenenses (1981–82)
- Académica de Coimbra  (1982–83)
- SU Sintrense  (1983–84)
- U. D. Vilafranquense (1984–86)
- Selección de fútbol sub-20 de Portugal (Asistente) (1988–91)
- Selección de fútbol de Portugal (1993–94)
- Selección de fútbol sub-20 de Portugal(1994–96)
- Selección de fútbol de Arabia Saudita  (1996–97)
- S. L. Benfica (Asistente) (1997–98)
- C. S. Marítimo (1999–03)
- El Zamalek  (2003–2004)
- Egipto sub-23  (2004–2005)
- Académica de Coimbra  (2005–2006)
- Wydad Casablanca  (2007)
- Selección de fútbol de Jordania  (2007–2009)
- Persepolis  (2009)
- Vitoria  (2009)
- FC Seoul  (2010)
- Dalian Shide (2011–2012)
- Selección de fútbol de Irán (Asistente) (2014)
- Irán sub-23 (2014)
- Marítimo (2016)
- NorthEast United (2016)
- Selección de fútbol de Malasia (2017)

## Palmarés
- Portugal U-20: Copa Mundial de Fútbol Sub-20: Tercer puesto en 1995.

- Selección de fútbol de Arabia Saudita : Copa Asiática 1996.

- Zamalek SC: Liga 2002-2003, CAF Supercopa 2003, Presidente Mubarak's League Winners 2003 y Arab Champions League 2003.

- Selección de fútbol de Jordania : West Asian Football Federation Championship 2008.

- FC Seoul: K League: 2010 y League Cup: 2010

- CS Marítimo: Taça da Liga 2015–16.